# 45ste Oscaruitreiking
De 45ste Oscaruitreiking, waarbij prijzen worden uitgereikt aan de beste prestaties in films in 1972, vond plaats op 27 maart 1973 in het Dorothy Chandler Pavilion in Los Angeles, California. De ceremonie werd gepresenteerd door Carol Burnett, Michael Caine, Charlton Heston en Rock Hudson.
De grote winnaars van de 45ste Oscaruitreiking waren Cabaret, met in totaal 10 nominaties en 8 Oscars, en The Godfather met in totaal 11 nominaties en 3 Oscars.

## Winnaars

### Films
| Categorie               | Winnaar                             | Regie                        |
| ----------------------- | ----------------------------------- | ---------------------------- |
| Beste Film              | The Godfather                       | Francis Ford Coppola         |
| Beste Buitenlandse Film | Le charme discret de la bourgeoisie | Luis Buñuel                  |
| Beste Documentaire      | Marjoe                              | Howard Smith Sarah Kernochan |

### Acteurs
| Categorie                  | Winnaar        | Film                 |
| -------------------------- | -------------- | -------------------- |
| Beste Mannelijke Hoofdrol  | Marlon Brando  | The Godfather        |
| Beste Vrouwelijke Hoofdrol | Liza Minnelli  | Cabaret              |
| Beste Mannelijke Bijrol    | Joel Grey      | Cabaret              |
| Beste Vrouwelijke Bijrol   | Eileen Heckart | Butterflies Are Free |

### Regie
| Categorie       | Winnaar   | Film    |
| --------------- | --------- | ------- |
| Beste Regisseur | Bob Fosse | Cabaret |

### Scenario
| Categorie                | Winnaar                         | Film          |
| ------------------------ | ------------------------------- | ------------- |
| Beste Origineel Scenario | Jeremy Larner                   | The Candidate |
| Beste Bewerkt Scenario   | Mario Puzo Francis Ford Coppola | The Godfather |

### Speciale prijzen
| Categorie                        | Winnaar                                |
| -------------------------------- | -------------------------------------- |
| Honorary Award                   | Charles S. Boren en Edward G. Robinson |
| Jean Hersholt Humanitarian Award | Rosalind Russell                       |